# Nazionale maschile di rugby a 15 delle Samoa Americane
La nazionale di rugby XV delle Samoa Americane è inclusa nel terzo livello del rugby internazionale.